# シーカ (企業)
シーカ（独: Sika AG）は、スイス・ツーク州・Baarに本拠を置き、世界70カ国以上で建設物や工業製品用途の化成品を扱うメーカー。スイス証券取引所上場企業（SIX: SIK）。日本法人はシーカ・ジャパン株式会社。

## 沿革
1910年、カスパー・ウィンクラー（Kaspar Winkler）によって設立されたKaspar Winkler & Co.（カスパー・ウィンクラー社）に端を発する。現在の社名は、同社が登記したシーリング材の名称に由来する。建設用化学製品を取り扱い、創業後に第一次世界大戦が勃発し苦境に陥るが1918年、ゴッタルド鉄道のトンネル向けのモルタル防水剤で成功を収めた。1921年に南ドイツに子会社を設立して以降、イギリスなどヨーロッパ各地へ進出し、1931年にはアジア初の拠点として日本進出を果たした。
第二次世界大戦中にはノルマンディー上陸作戦で使われたコンクリート船などにシーカの技術が使用され、売上を大きく伸ばした。1960年代まで企業規模の拡大が続いたもののその後経営状況が悪化、1968年に新たな看板製品となる1成分形弾性ポリウレタンシーリング材、「シーカフレックス」の生産を開始、同シリーズがベストセラーとなったことにより不況を克服した。1974年にスイス証券取引所に上場した。
1980年代にはBMWのシーカフレックス採用を契機に、建設用途以外の工業製品分野にも進出、1990年代以降はアジア諸国やアメリカ合衆国でも売上が増加し、今日シーカの売上の4割以上はヨーロッパ外に拠っている。
2021年、横浜ゴムのハマタイト事業を買収し、シーカのグループ企業であるシーカ・ハマタイト株式会社が発足した。

## 日本法人
1927年、シーカ製品が日本に初輸入、1931年に日本法人（日本シーカ工業社）が大阪で設立された。設立当初から防水工事に参与し、阪急電鉄、近畿日本鉄道、富士製鐵などで実績をあげたため、1934年に日本シーカ製造株式会社と改称の上、本社を東京に移転し、建築・土木分野で活動を開始した。1955年に日本シーカ株式会社（Sika Ltd.）となり、1969年に平塚市に工場を新設、当時は本社機能も平塚に置かれた。その後日本でも、建設用化成品からシーリング材や接着剤などの工業用製品に対象を拡大し、アジア地域への製品輸出も行っている。関連会社に株式会社ダイフレックス、林シーカ・オートモーティブ株式会社があったが、法人名は2023年にシーカ・ジャパン株式会社（Sika Japan Ltd.）に統合された。
2025年現在、東京（赤坂Kタワー）に本社を置き、平塚、大阪、小野市、周南市など各地に拠点を有している。